# Heuchera abramsii
Heuchera abramsii är en stenbräckeväxtart som beskrevs av Per Axel Rydberg. Heuchera abramsii ingår i släktet alunrötter, och familjen stenbräckeväxter. Inga underarter finns listade i Catalogue of Life.